# Musée de la Monnaie de Paris
Musée de la Monnaie de Paris (Muzeum Pařížské mincovny) je muzeum v Paříži, které je věnováno historii mincovnictví ve Francii. Je součástí národní francouzské instituce – Pařížské mincovny. Kromě numismatické sbírky přístupné veřejnosti spravuje muzeum rovněž archiv mincovny sahající až do 15. století. Muzeum se nachází v Hôtel de la Monnaie na nábřeží Quai de Conti. Muzeum bylo 31. července 2010 uzavřeno kvůli rekonstrukci, která je plánovaná na dva roky.

## Historie
Muzeum založil politik Jean-Baptiste Henry Collin de Sussy (1776-1837) a bylo slavnostně otevřeno Ludvíkem Filipem 8. listopadu 1833. Ve své současné podobě (oddělení antiky, oddělení středověku a oddělení moderní a současné) bylo uspořádáno v roce 1991. V roce 1984 byla založena historická služba mincovny, kam je možné posílat odborné dotazy týkající se numismatiky.